# 亨寧·馬特西亞尼
亨寧·馬特西亞尼（德語：Henning Matriciani；2000年3月14日—）是一位德國足球運動員，在場上的位置是中後衛。現效力於德国足球丙级联赛球隊曼海姆 (德國足球乙級聯賽球隊沙爾克04外借)。2021年9月，馬特西亞尼与沙尔克签订了一份期限至2024年的合同。